# Прямокишково-маткова заглибина
Прямокишко́во-ма́ткова загли́бина (лат. excavatio rectouterina) — заглибина у парієтальній (зовнішній) очеревині, розташована між маткою (uterus) і прямою кишкою (rectum). Межами її слугують прямокишково-маткові складки очеревини. Найглибша точка черевної порожнини у жінок.
Інші назви — Дугласова кишеня, Дугласів простір (лат. cavum Douglasi) — на честь шотландського анатома Д. Дугласа (1675—1742), який докладно досліджував область матки. Ім'я Дугласа носять також близькорозташовані анатомічні структури — Дугласові складки, Дугласова лінія і Дугласова перегородка.

## Загальне
Біля неї лежить задній відділ вагінального склепіння. За маткою знаходиться інша заглибина — міхурово-маткова (excavatio vesicouterina), яка розташована між нею і сечовим міхуром.
У чоловічому організмі прямокишково-матковій заглибині відповідає прямокишково-міхурова заглибина (excavatio rectovesicalis), розташована між сечовим міхуром і прямою кишкою. При цьому чоловічий відповідник міхурово-матковій заглибині відсутній.

## Клінічне значення
Будучи найглибшою частиною черевної порожнини у жінок, прямокишково-маткова заглибина часто стає осередком скупчення рідин за принципом стікання у найглибші закутки — у випадках різноманітних патологій: асцитична рідина, пухлинний чи серзний випіт, амніотична рідина при позаматковій вагітності, скупчення гною, лімфи, крові тощо. Подібне очікуване скупчення рідини у попередньо відодому анатомічному просторі має клінічне діагностичне значення, адже очікувано дозволяє виявити рідини на ультразвуковому дослідженні у стоячій позиції, при гінекологічному огляді є можливість оцінити нависання заднього вагінального склепіння та/або взяття хірургом пунктату рідини через склепіння на лабораторне обстеження для уточнення діагнозу. Заглибина також має значення нарівні із рештою закутків черевної порожнини при їх перевірці «шарячим катетером». При крайній стадії ниркової недостатності, під час проведення перитонеального діалізу кінчик катетера уводиться у найглибше місце западини.